# ريدلاند (ماريلند)
ريدلاند (بالإنجليزية: Redland CDP, Maryland)‏ هي منطقة سكنية تقع بولاية ماريلند في الولايات المتحدة. تبلغ مساحتها 19.02 كم2، وترتفع عن سطح البحر 150 م، بلغ عدد سكانها 17,242 نسمة في عام 2010 حسب إحصاء مكتب تعداد الولايات المتحدة وتصل الكثافة السكانية فيها 906.5 نسمة لكل كيلومتر مربع (2,347.8/ميل2).

## التركيبة السكانية
حدّد مكتب تعداد الولايات المتحدة بيانات التركيبة السكانية لريدلاند في تعداد الولايات المتحدة. في ما يلي، التركيبة السكانية حسب تعدادي 2000 و2010.

### تعداد عام 2000
بلغ عدد سكان ريدلاند 16,998 نسمة بحسب تعداد عام 2000، وبلغ عدد الأسر 5,272 أسرة وعدد العائلات 4,423 عائلة مقيمة في المنطقة السكنية. في حين سجلت الكثافة السكانية 893.7 نسمة لكل كيلومتر مربع (2,314.7/ميل2). وبلغ عدد الوحدات السكنية 5,425 وحدة بمتوسط كثافة قدره 285.2 لكل كيلومتر مربع (738.7/ميل2).
وتوزع التركيب العرقي للمنطقة السكنية بنسبة 55.04% من البيض و15.75% من الأمريكيين الأفارقة و0.35% من الأمريكيين الأصليين و15.94% من الأمريكيين ذوي الأصول الآسيوية و0.05% من سكان جزر المحيط الهادئ و8.60% من الأعراق الأخرى و4.29% من عرقين مختلطين أو أكثر و15.10% من الهسبانيون أو اللاتينيون من أي عرق.
بلغ عدد الأسر 5,272 أسرة كانت نسبة 48.4% منها لديها أطفال تحت سن الثامنة عشر تعيش معهم، وبلغت نسبة الأزواج القاطنين مع بعضهم البعض 68.3% من أصل المجموع الكلي للأسر، ونسبة 11.6% من الأسر كان لديها معيلات من الإناث دون وجود شريك، بينما كانت نسبة 4% من الأسر لديها معيلون من الذكور دون وجود شريكة وكانت نسبة 16.1% من غير العائلات. تألفت نسبة 11.3% من أصل جميع الأسر من عدة أفراد يعيشون في نفس المنزل ونسبة 2.6% كانت تتألف من شخص يعيش بمفرده يبلغ من العمر 65 عاماً أو أكثر. وبلغ متوسط حجم الأسرة المعيشية 3.22، أما متوسط حجم العائلات فبلغ 3.46.
بلغ العمر الوسطي للسكان 35.2 عاماً. وكانت نسبة 29.6% من القاطنين تحت سن الثامنة عشر، وكانت نسبة 7.7% بين الثامنة عشر والرابعة والعشرين عاماً، ونسبة 30.1% كانت واقعةً في الفئة العمرية ما بين الخامسة والعشرين والرابعة والأربعين عاماً، ونسبة 25.8% كانت ما بين الخامسة والأربعين والرابعة والستين، ونسبة 6.5% كانت ضمن فئة الخامسة والستين عاماً فما فوق. يوجد لكل 100 أنثى 98.3 ذكر، ويوجد لكل 100 أنثى في الثامنة عشر من عمرها فما فوق 95.0 ذكر.
بلغ متوسط دخل الأسرة في المنطقة السكنية 71,537 دولارًا، أما متوسط دخل العائلة فبلغ 72,667 دولارًا. وكان متوسط دخل الذكور 47,462 دولارًا مقابل 32,088 دولارًا للإناث. وسجل دخل الفرد الخاص بالمنطقة السكنية 23,137 دولارًا. وكانت نسبة 6% من العائلات ونسبة 7.9% من السكان تحت خط الفقر، وكان من هؤلاء نسبة 12% تحت سن الثامنة عشر ونسبة 13% في الخامسة والستين من العمر وما فوق.

### تعداد عام 2010
بلغ عدد سكان ريدلاند 17,242 نسمة بحسب تعداد عام 2010، وبلغ عدد الأسر 5,393 أسرة وعدد العائلات 4,400 عائلة مقيمة في المنطقة السكنية. في حين سجلت الكثافة السكانية 906.5 نسمة لكل كيلومتر مربع (2,347.8/ميل2). وبلغ عدد الوحدات السكنية 5,596 وحدة بمتوسط كثافة قدره 294.2 لكل كيلومتر مربع (762.0/ميل2).
وتوزع التركيب العرقي للمنطقة السكنية بنسبة 52.37% من البيض و15.38% من الأمريكيين الأفارقة و0.36% من الأمريكيين الأصليين و16.84% من الأمريكيين ذوي الأصول الآسيوية و0.08% من سكان جزر المحيط الهادئ و10.55% من الأعراق الأخرى و4.42% من عرقين مختلطين أو أكثر و25.37% من الهسبانيون أو اللاتينيون من أي عرق.
بلغ عدد الأسر 5,393 أسرة كانت نسبة 43.3% منها لديها أطفال تحت سن الثامنة عشر تعيش معهم، وبلغت نسبة الأزواج القاطنين مع بعضهم البعض 63.5% من أصل المجموع الكلي للأسر، ونسبة 13.1% من الأسر كان لديها معيلات من الإناث دون وجود شريك، بينما كانت نسبة 5% من الأسر لديها معيلون من الذكور دون وجود شريكة وكانت نسبة 18.4% من غير العائلات. تألفت نسبة 13.1% من أصل جميع الأسر من عدة أفراد يعيشون في نفس المنزل ونسبة 3.7% كانت تتألف من شخص يعيش بمفرده يبلغ من العمر 65 عاماً أو أكثر. وبلغ متوسط حجم الأسرة المعيشية 3.19، أما متوسط حجم العائلات فبلغ 3.44.
بلغ العمر الوسطي للسكان 36.8 عاماً. وكانت نسبة 25.9% من القاطنين تحت سن الثامنة عشر، وكانت نسبة 8.7% بين الثامنة عشر والرابعة والعشرين عاماً، ونسبة 27% كانت واقعةً في الفئة العمرية ما بين الخامسة والعشرين والرابعة والأربعين عاماً، ونسبة 28.7% كانت ما بين الخامسة والأربعين والرابعة والستين، ونسبة 9.7% كانت ضمن فئة الخامسة والستين عاماً فما فوق. وتوزع التركيب الجنسي للسكان بنسبة 49.5% ذكور و50.5% إناث.